# Don Thompson (skådespelare)
Don Thompson är en skådespelare. Thompson är känd som skådespelare i filmer och TV-serier såsom Slither, Passengers, Watchmen, MacGyver, Arkiv X, Stargate SG-1 och Smallville.

## Filmografi (i urval)
- The Christmas Star (1986)
- Sista draget (1992)
- Bang Bang You're Dead (2002)
- Passengers (2008)
- Watchmen (2009)
- Horns (2013)